# Bernard Betke
Bernard George Betke (ur. 12 kwietnia 1891 w Milwaukee, zm. 18 kwietnia 1975 w Beaufort w Karolinie Południowej) – amerykański strzelec, olimpijczyk.
Betke wystąpił na Letnich Igrzyskach Olimpijskich 1924 w jednej konkurencji – pistolecie szybkostrzelnym z 25 m. Uplasował się na 10. miejscu, osiągając 2. wynik wśród amerykańskich strzelców.
W 1924 roku był sierżantem zbrojmistrzem w Marines. Był żonaty, miał córkę. Pochowany na Cmentarzu Narodowym w Arlington.

## Wyniki

### Igrzyska olimpijskie
| Igrzyska   | Konkurencja                   | Wynik   | Miejsce | Źródło |
| ---------- | ----------------------------- | ------- | ------- | ------ |
| Paryż 1924 | Pistolet szybkostrzelny, 25 m | 17 pkt. | 10      | [ 1 ]  |